# 단대신문
《단대신문》(檀大新聞)은 대한민국에서 발행되는 주간지이다. 편집실 주소는 경기도 용인시 수지구 죽전동 126번지 혜당관 319호(죽전캠퍼스)와 충청남도 천안시 동남구 안서동 29 학생회관 220호(천안캠퍼스)이다.
2024년 1학기 기준 《단대신문》 발행인은 안순철 총장, 주간은 양영유, 미디어 출판부 간사는 임현수, 편집장은 송주연이다.
<단대신문 조직도> 
편집장 (송주연)
부장단 (황민승, 이승민, 이용현, 이다경)
- 총무부장 황민승
- 취재부장 이승민, 이용현 
- 문화부장 이다경 
취재부 (김준원, 박단비, 박정윤, 손유진, 송지혜, 이수빈, 서다윤, 황유림)
미술부 (박주혜)
84기 수습기자
-모집완료

대학에서 규정하는 ‘대학언론사’ 방침에 따라 일반적으로 ‘무보수주의’를 대변하는 신문으로 분류한다. 
창간일은 1948년 3월 1일, 발행주기는 주간 12면(학기 중 매주 화요일 발간), 발행부수는 호당 1만1천부이다.

## 단대신문의 역사
한국 내 대학에서 대학 신문이 본격적으로 발행되기 시작한 한 것은 1945년 8.15 광복 이후부터였다. 광복 후 1947년 고려대, 1948년 서울대 같은 대학의 신문들이 창간되었는데 1948년 3월 1일, 단국대학 학생회 문화부에서도 《단대학생신문》이 창간됐다. 《단대학생신문》은 1954년 8월 2일부터 《단대학보》로 개제(改題)하였고 1961년 4월 1일 현재의 《단대신문》으로 개제하였다.
1961년 4월 1일부터는 《단대신문》으로 제호를 바꾸면서 질적·양적 발전을 거듭해 왔다. 지령 900호(1993년 4월 27일)부터 세로편집 체제에서 가로편집 체제로 전환하고 지령 923호(1994년 9월 27일)부터 전산체제를 도입, 대학 신문 제작에 혁신을 기하였다.
《단대신문》은 아카데미즘과 저널리즘을 조화하면서 대학사회의 제반 사실들을 보도, 논평하여 대학여론 조성을 도모하고 대학문화창달을 통한 대학의 나아갈 바를 제시하는 창조적 장으로서 그 역할을 수행하고 있음을 밝히고 있다. 1978년 천안캠퍼스 개교와 함께 천안캠퍼스에 단대신문사를 설치, 공동제작, 발간하고 있다. 정보화시대를 맞아 1999년부터는 학교 홈페이지내에 《단대신문》 홈페이지를 개설해 재학생, 동문들은 물론 일반인도 참여하고, 찾아 볼 수 있는 홈페이지를 운영하고 있다. 2008년에는 일반적으로 단국대학교의 구성인을 의미하는 ‘단국인’의 새로운 소통공간인 인터넷 매체 D-Voice가 태어나 《단대신문》과 함께 모든 학내 학우들 및 교직원들의 목소리가 조화롭게 퍼지는 광장의 역할을 하고 있다. (단국대학교의 《단대신문》 소개란 참조)

### 연혁
- 1948년 3월 1일 《단대학생신문》 창간(단국대학 설립취지서 게재)
- 1954년 8월 2일 《단대학보》로 제호 변경
- 1961년 4월 1일 《단대신문》으로 제호 변경
- 1993년 4월 27일 세로편집 체제에서 가로편집 체제로 전환
- 1994년 9월 27일 지령 923호(1994년 9월 27일)부터 전산체제 도입
- 1999년 《단대신문》 홈페이지 개설
- 2008년 3월 18일 인터넷 매체 D-Voice 개설(오픈)
- 2015년 4월 10일 독립된 온라인 페이지 dknews.dankook.ac.kr 개설(오픈)
- 2019년 3월 1일 뉴미디어부 개설 (2020년 미술부로 개편)

### 인터넷 매체 개설
단국미디어센터 온라인 홈페이지
본보를 포함한 단국미디어센터 5개 언론사 △죽전 DKBS △천안 DKBS △D-voice △The Dankook Herald가 지난 10일 온라인 홈페이지를 리뉴얼했다.
기존 디보이스(d-voice.co.kr)로 통합해 운영하던 5개 언론사 페이지를 언론사별로 분리했으며, 기본 도메인을 삭제하고 우리 대학 도메인을 사용해 편리한 독자의 접근과 페이지의 독립적인 운영을 가능하게 했다.
단국미디어센터 통합페이지(dkmedia. dankook.ac.kr)에서 △단대신문(dknews. dankook.ac.kr) △죽전 DKBS(jdkbs.dan kook.ac.kr) △천안 DKBS(cdkbs.dan kook.ac.kr) △The Dankook Herald(dk herald.dankook.ac.kr)의 각 사별 홈페이지로 접근이 가능하다. 온라인 영상매체 디보이스는 독립 페이지 없이 단대신문과 죽전 DKBS와 합작해 영상뉴스를 제작 및 공급함으로써 크로스 미디어의 기능을 한다.
단대신문의 리뉴얼된 상세 페이지는 보도, 여론, 취업, 문화기획 등 각 면 및 코너 별 기사보기가 가능해졌으며, 시각화를 대폭 강화한 메인 페이지를 운영한다. 페이지 내 ‘PDF 보기’와 ‘호수별 보기’를 통해 원하는 발간날짜와 호수에 해당하는 신문과 기사를 열람할 수 있는 독자 중심의 서비스 또한 선보인다. 모바일 웹을 구축해 페이스북 연동을 통한 스마트폰 기사열람이 용이해진 점 또한 돋보인다. 기존 페이지는 모바일 접속에도 PC버전으로밖에 구독이 되지 않았지만, 리뉴얼 페이지는 모바일 상에 적합한 화면을 구축해 우리 대학 재학생들의 편리한 기사 접근을 도모했다.
정재철(커뮤니케이션) 단국미디어센터장은 “독자의 접근과 이용을 편리하게 하고 가시성을 높인 홈페이지 개편을 꾀했다”며 “급변하는 뉴미디어 시대에 발 빠르게 적응해 앞으로 더욱 독자중심의 뉴스를 제공할 수 있게 됐다”고 밝혔다.	<편집부>

### 단국미디어센터
2008년 9월 10일부터는 D-Voice, 《단대신문》, The Dankook Herald, D.K.B.S(단국대학교 교육방송) 등을 단국미디어센터로 통합하여 종합운영·관리하고 있다. 단국대학교의 구성인을 의미하는 ‘단국인’의 공론의 장(소통공간), D-Agora를 개설(오픈)했다.